# 第26回グラミー賞
第26回グラミー賞（26th Annual Grammy Awards）は、1984年2月28日にロサンゼルスのシュライン・オーディトリアムで開催された。
マイケル・ジャクソンが8部門で受賞し、話題となった。アメリカ国内で最も視聴者が多かったグラミー賞授賞式である。

## 受賞者

### 主要4部門
- 最優秀レコード賞
  - "今夜はビート・イット (原題:Beat It)" – マイケル・ジャクソン

- 最優秀アルバム賞
  - スリラー  (原題:Thriller) – マイケル・ジャクソン

- 最優秀楽曲賞
  - "見つめていたい (原題:Every Breath You Take)" – ポリス

- 最優秀新人賞
  - カルチャー・クラブ